# Vývoj evropské migrační krize v prosinci 2015
V prosinci 2015 byl počet migrantů směřujících do Evropy oproti předchozím měsícům nižší, což napomohlo celkovému uklidnění napětí kolem takzvané evropské migrační krize.

## Vývoj krize v prosinci 2015

Migranti připlouvající na řecký ostrov Lesbos, v pozadí Turecko

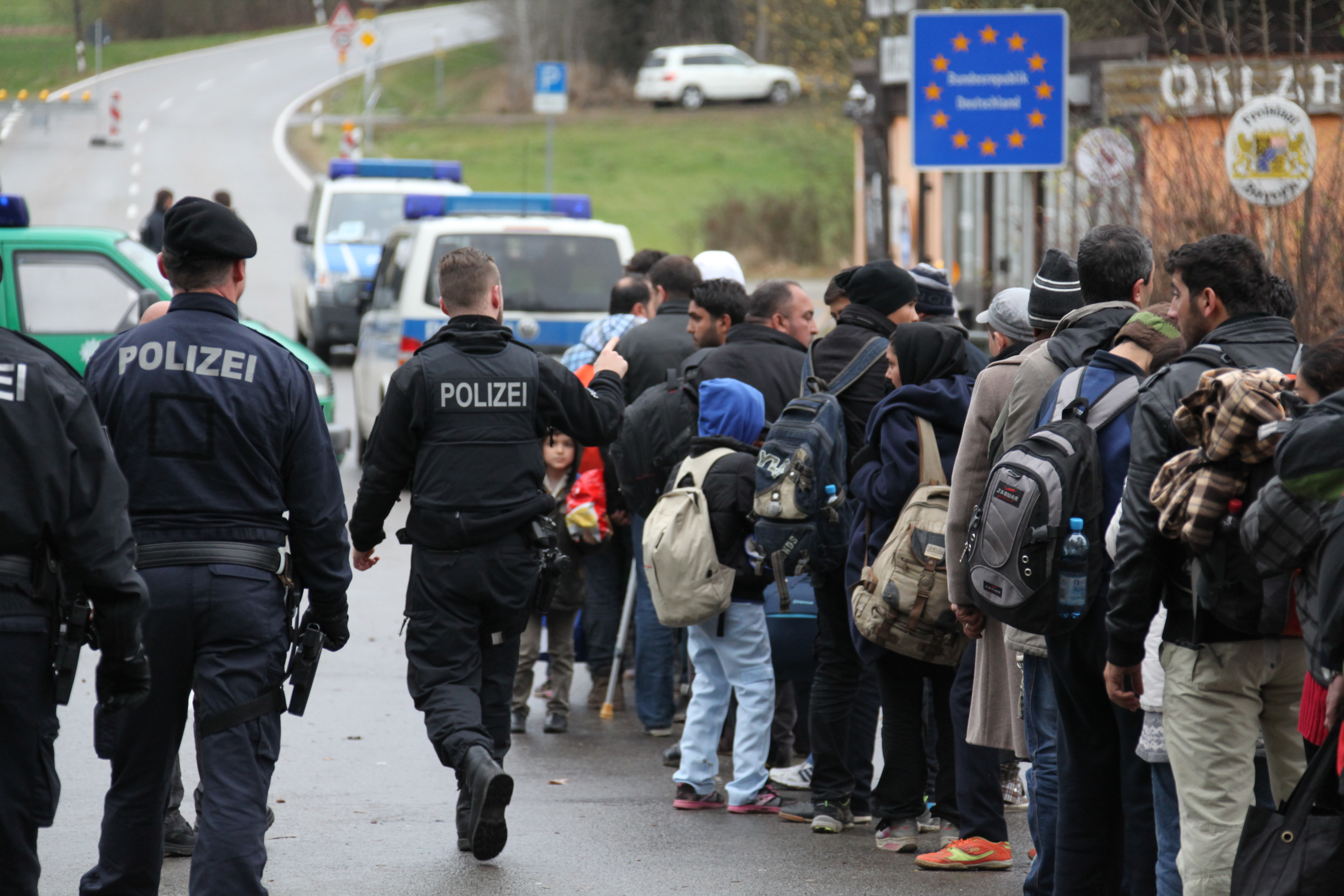
Imigranti čekající na registraci na rakousko-německé hranici

V prosinci nedosahoval migrační proud takových rozměrů, jako v předcházejících měsících. Migrační tok po Středomořské migrační trase byl stejně jako v listopadu výrazně nižší oproti Balkánské trase, po které přicházela většina běženců. Do Německa přicházelo v prosinci kolem 3 000 migrantů denně.
Dne 2. prosince podalo Slovensko oficiálně žalobu k Evropskému soudnímu dvoru na systém kvót pro přerozdělování migrantů, ty označil premiér Robert Fico za fiasko. O den později podniklo stejný krok oficiálně i Maďarsko. Na začátku prosince vzrůstalo napětí na makedonsko-řecké hranici, kde se hromadili migranti, kterým makedonské bezpečností složky zamezily v nelegálním vstupu do země. Celkem se zde nahromadilo přes 1 500 v drtivé většině ekonomických migrantů, kvůli čemuž docházelo k opakovaným střetům s policií. Situace se zlepšila poté, co byli migranti odvezeni do Atén, kde mohli požádat o mezinárodní ochranu. Dne 8. prosince byl v systému prvotní registrace EASY v Německu zaregistrován miliontý příchozí migrant v roce 2015; skutečný počet žadatelů o azyl byl ale nižší. Dne 14. prosince byla zveřejněna informace, že Německo vyhostilo za prvních 10 měsíců roku 2015 jen 15 000 neúspěšných žadatelů o azyl; to poukázalo na problémy s deportacemi ekonomických migrantů. Německé úřady nezvládaly přijímat ani žádosti o azyl, což vedlo k nespokojenosti a frustraci mezi imigranty. Dne 13. prosince skončila mise českých policistů a vojáků na maďarsko-srbské hranici.
Ve druhé polovině prosince přicházelo do Evropy v průměru přes 4 000 imigrantů každý den, velká většina z nich Balkánskou cestou. Dne 20. prosince utekli z českého detenčního zařízení ve Vyšních Lhotách 3 migranti, kteří podle policie ale nebyli nebezpeční. Dne 25. prosince proniklo do španělské exklávy Ceuta v severní Africe 185 migrantů, kteří se tímto způsobem snažili dostat do Evropy.  Téhož dne schválila česká vláda vyslání 50 policistů do Makedonie, kde začali působit od 3. února 2016. Norské úřady vyhostily přes 600 žadatelů o azyl, kteří se do země dostali ze sousedního Ruska.

### Návrhy na řešení krize

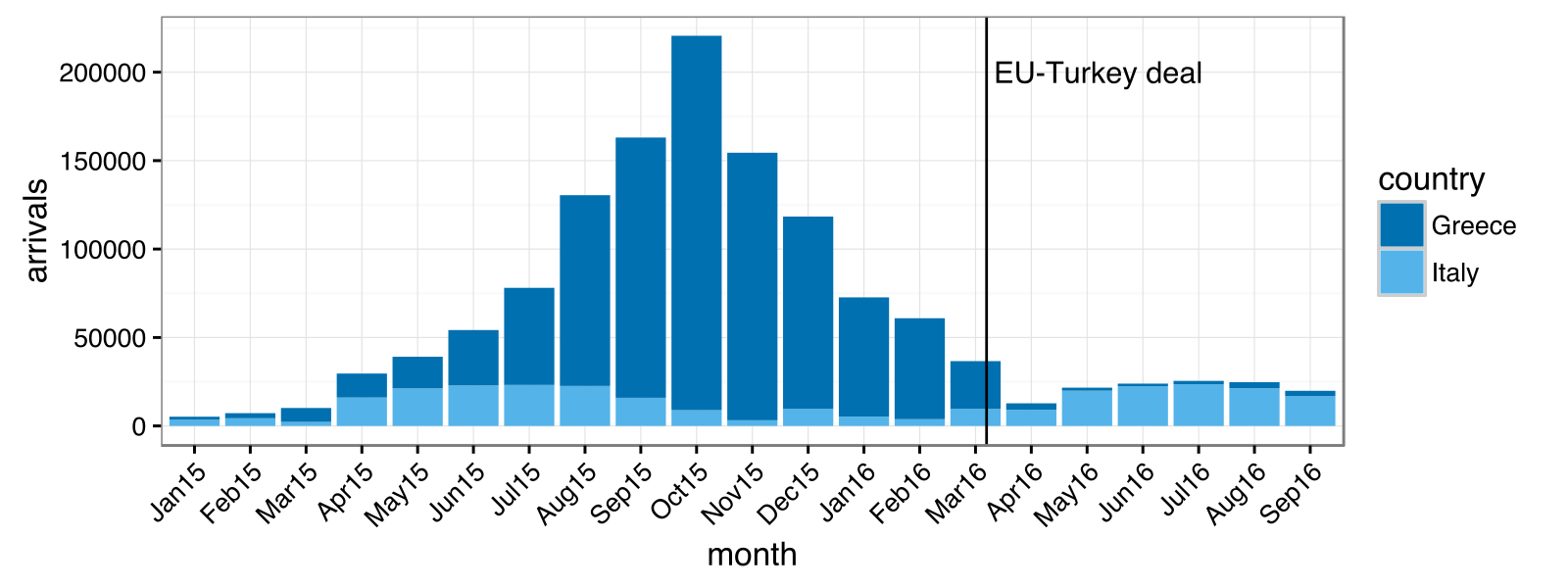
Počet imigrantů za rok 2015 v Řecku (zeleně) a Itálii (oranžově) dle UNHCR

Dne 9. prosince schválila německá vláda plán na zavedení jednotného průkazu pro žadatele o azyl, který měl zabránit podvodům s identitou, jelikož zástupci německých tajných služeb informovali o pravděpodobné infiltraci teroristů mezi imigranty. Dne 14. prosince odsouhlasila česká vláda přijetí 153 křesťanských uprchlíků před Islámským státem z Iráku a Libanonu, kteří měli do Česka přiletět během prvních měsíců roku 2016. Na začátku prosince přijalo 149 křesťanů z Iráku i sousední Slovensko. V reakci na teroristické útoky v Paříži představilo několik západoevropských států plán na vznik takzvaného minischengenu, který měl zahrnovat jen 5 západoevropských zemí – Německo, Rakousko, Nizozemsko, Belgii a Lucembursko. Premiéři států Visegrádské čtyřky jednohlasně tento kontroverzní návrh označili za nepřijatelný.
V polovině prosince byl jako součást tzv. 3. implementačního balíčku EK na řešení migrační krize oznámen záměr vzniku společné evropské pohraniční a pobřežní stráže s rozšířenějšími pravomocemi, než má současná agentura Frontex. Návrh podporovala velká většina představitelů členských států Evropské unie, vč. premiéra ČR Bohuslava Sobotky. Kritici plánu poukazovali zejména na to, že by pohraniční a pobřežní stráž mohla zasahovat na území členského státu i bez jeho souhlasu. Konkrétní podoba návrhu měla být formována v první polovině roku 2016. Dne 28. prosince bylo oznámeno, že německé spolkové země plánují v roce 2016 vynaložit na řešení migrační krize 17 miliard Eur (460 miliard Kč). Zástupci EU přiznali, že přerozdělování migrantů nefunguje: v průběhu celého roku 2015 bylo relokováno, jak pomocí kvót, tak na dobrovolné bázi, pouze 259 osob (177 z Itálie a 82 z Řecka) z celkem plánovaných 160 000.
V posledním měsíci roku 2015 byl migrační proud v porovnání s předchozími měsíci slabší a dosahoval podobných hodnot jako v létě. V prosinci 2015 připlulo do Evropy dle údajů Organizace spojených národů 119 000 migrantů.
Za celý rok 2015 připlulo k evropským břehům podle OSN 1 015 078 migrantů. Nejvyšších počtů dosahoval migrační tok mezi zářím a listopadem 2015.